# Joe Nash
Joseph Andrew Nash (Boston, 11 ottobre 1960) è un ex giocatore di football americano statunitense che ha militato nei ruoli di nose tackle  e defensive tackle per tutta la carriera nei Seattle Seahawks della National Football League (NFL). All'università ha giocato a football al Boston College.

## Carriera
Nash passò tutta la carriera professionistica con i Seattle Seahawks dal 1982 al 1996. Dopo aver giocato come nose tackle nelle prime sette stagioni, Nash passò nel ruolo di defensive tackle nel 1989. Firmò come free agent coi Seahawks dopo non essere stato scelto nel Draft NFL 1982 disputando un record di franchigia di 218 gare nel corso di 15 stagioni. Giocò a fianco di diversi altri defensive tackle, in particolare l'Hall of Famer Cortez Kennedy. Nel 1999 fu inserito nella Boston College Hall of Fame.

## Palmarès
- Convocazioni al Pro Bowl: 1

1984
- Steve Largent Award: 1

1992
- Formazione ideale del 35º anniversario dei Seahawks
- 50 migliori giocatori del 50º anniversario dei Seahawks